# Гладна-Монтане
Гладна-Монтане (рум. Gladna Montană) — село у повіті Тіміш в Румунії. Входить до складу комуни Фирдя.
Село розташоване на відстані 338 км на північний захід від Бухареста, 75 км на схід від Тімішоари.

## Населення
За даними перепису населення 2002 року у селі проживали 146 осіб, з них 144 особи (98,6%) румунів. Рідною мовою 144 особи (98,6%) назвали румунську.